# Luwan
Luwán (en chino, 卢湾区; pinyin, Lúwān Qū; literalmente, ‘bahía de Lu’) es un distrito de la ciudad de Shanghái, República Popular China. Su área es de 8,05 km² y su población es de 305 144 habitantes (2010).

## Administración
El distrito de Luwán se divide en 4 Subdistritos:
- Dǎ pǔ qiáo (打浦桥街道)
- Huáihǎi zhōnglù 淮海中路街道
- Ruìjīn èr lù (瑞金二路街道)
- Wǔ lǐ qiáo (五里桥街道)

## Ubicación
El distrito de Luwán está localizado al sur de la plaza popular (sitio de la construcción de la sede del gobierno municipal de Shanghái). La parte norte de Luwán incluye una de las mejores secciones de la ruta Huaihai, famosa por sus tiendas de moda internacional y restaurantes de clase alta.
Luwán es una parte de la zona antigua de la Concesión Francesa de Shanghái, una de las zonas más prestigiosas de la ciudad. Es famosa por sus bulevares. Los plátanos de Londres que bordean las calles principales fueron traídos desde Francia hace más de 100 años.

## Clima
| Parámetros climáticos promedio de Luwán (1971-2000) | Parámetros climáticos promedio de Luwán (1971-2000) | Parámetros climáticos promedio de Luwán (1971-2000) | Parámetros climáticos promedio de Luwán (1971-2000) | Parámetros climáticos promedio de Luwán (1971-2000) | Parámetros climáticos promedio de Luwán (1971-2000) | Parámetros climáticos promedio de Luwán (1971-2000) | Parámetros climáticos promedio de Luwán (1971-2000) | Parámetros climáticos promedio de Luwán (1971-2000) | Parámetros climáticos promedio de Luwán (1971-2000) | Parámetros climáticos promedio de Luwán (1971-2000) | Parámetros climáticos promedio de Luwán (1971-2000) | Parámetros climáticos promedio de Luwán (1971-2000) | Parámetros climáticos promedio de Luwán (1971-2000) |
| Mes                                                 | Ene.                                                | Feb.                                                | Mar.                                                | Abr.                                                | May.                                                | Jun.                                                | Jul.                                                | Ago.                                                | Sep.                                                | Oct.                                                | Nov.                                                | Dic.                                                | Anual                                               |
| --------------------------------------------------- | --------------------------------------------------- | --------------------------------------------------- | --------------------------------------------------- | --------------------------------------------------- | --------------------------------------------------- | --------------------------------------------------- | --------------------------------------------------- | --------------------------------------------------- | --------------------------------------------------- | --------------------------------------------------- | --------------------------------------------------- | --------------------------------------------------- | --------------------------------------------------- |
| Temp. máx. media (°C)                               | 8.1                                                 | 9.2                                                 | 12.8                                                | 19.1                                                | 24.1                                                | 27.6                                                | 31.8                                                | 31.3                                                | 27.2                                                | 22.6                                                | 17.0                                                | 11.1                                                | 20.2                                                |
| Temp. mín. media (°C)                               | 1.1                                                 | 2.2                                                 | 5.6                                                 | 10.9                                                | 16.1                                                | 20.8                                                | 25.0                                                | 24.9                                                | 20.6                                                | 15.1                                                | 9.0                                                 | 3.0                                                 | 12.9                                                |
| Precipitación total (mm)                            | 50.6                                                | 56.8                                                | 98.8                                                | 89.3                                                | 102.3                                               | 169.6                                               | 156.3                                               | 157.9                                               | 137.3                                               | 62.5                                                | 46.2                                                | 37.1                                                | 1164.5                                              |
| Días de precipitaciones (≥ 1 mm)                    | 9.7                                                 | 10.3                                                | 13.9                                                | 12.7                                                | 12.1                                                | 14.4                                                | 12.0                                                | 11.3                                                | 11.0                                                | 8.1                                                 | 7.0                                                 | 6.5                                                 | 129                                                 |
| Horas de sol                                        | 123.0                                               | 115.7                                               | 126.0                                               | 156.1                                               | 173.5                                               | 147.6                                               | 217.8                                               | 220.8                                               | 158.9                                               | 160.8                                               | 146.6                                               | 147.7                                               | 1894.5                                              |
| Humedad relativa (%)                                | 75                                                  | 74                                                  | 76                                                  | 76                                                  | 76                                                  | 82                                                  | 82                                                  | 81                                                  | 78                                                  | 75                                                  | 74                                                  | 73                                                  | 76.8                                                |
| Fuente: 中国气象局 17 de marzo de 2009              |                                                     |                                                     |                                                     |                                                     |                                                     |                                                     |                                                     |                                                     |                                                     |                                                     |                                                     |                                                     |                                                     |